# ستيوارت إيستون (لاعب كرة قدم)
ستيوارت إيستون (بالإنجليزية: Stewart Easton)‏ هو لاعب كرة قدم بريطاني، ولد في 10 أكتوبر 1981 في کوتبريج ‏ في المملكة المتحدة. لعب مع إلغين سيتي ‏.

## وصلات خارجية
- ستيوارت إيستون على موقع Soccerbase.com (لاعب) (الإنجليزية)